# Prochor (diakon)

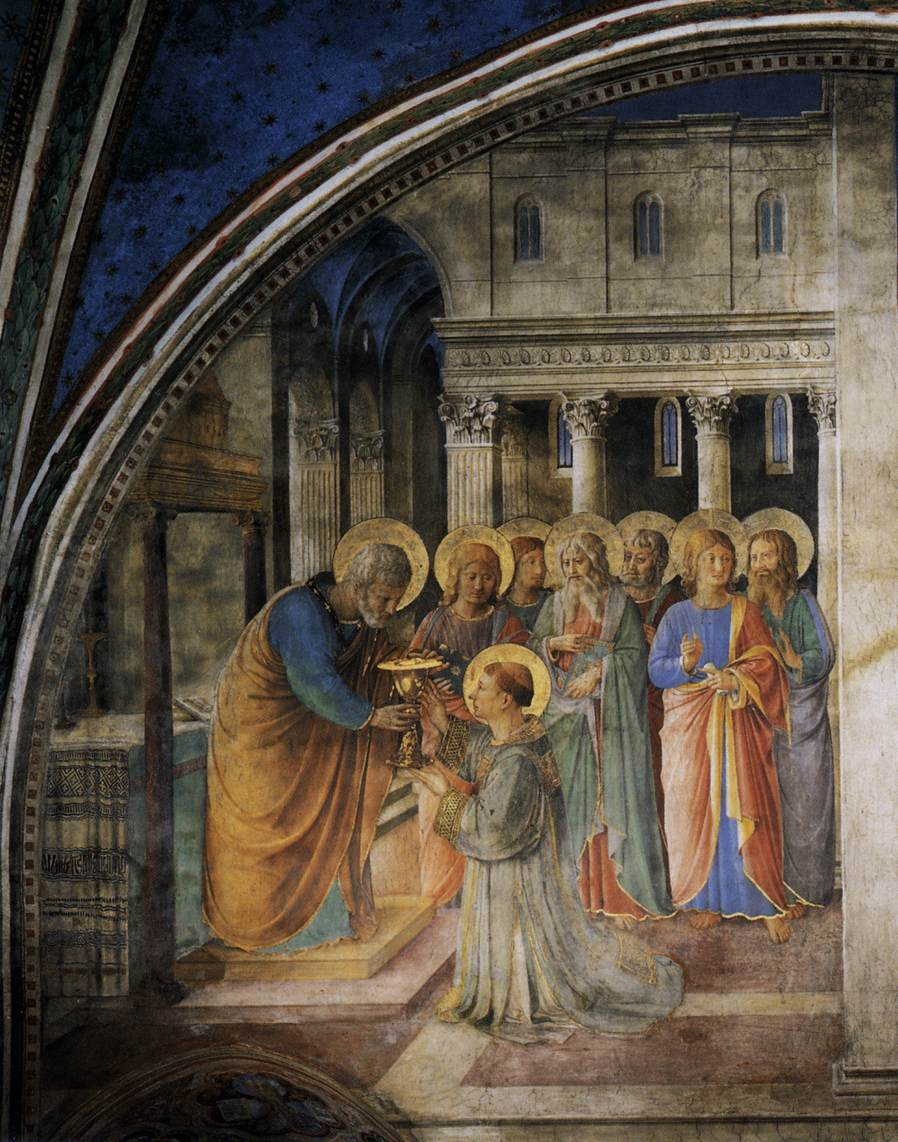
Sekcja fresku Fra Angelico: Św. Piotr konsekrujący „siedmiu wybranych” na diakonów; św. Szczepan jest pokazany na kolanach (kaplica Niccolina w pałacu papieskim w Watykanie).

Prochor, scs. Apostoł Prochor, diakon,  – postać biblijna, diakon, święty Kościoła katolickiego, ormiańskiego, koptyjskiego i prawosławnego.

## Żywot świętego
Żył w I wieku, a źródłem informacji o tej postaci jest Pismo Święte, gdzie wymieniony jest jako trzeci w grupie wybranych do wspomagania w posłudze apostołom Jezusa Chrystusa obok Szczepana (Stefana), Filipa, Nikanora, Tymona, Parmenasa i Mikołaja, prozelity z Antiochii. Prochor jako jeden z cieszących się dobrą sławą, pełnych ducha mądrości zgodnie z tradycją uważany jest za jednego z pierwszych diakonów, po tym, jak apostołowie modląc się włożyli na nich ręce.
W pięć stuleci później Acta Joannis zrobiły z Prochora ucznia św. Łukasza. Do martyrologiów trafił za sprawą św. Ado, który przypisał mu męczeńską śmierć w Antiochii. Inni badacze przypisywali mu też biskupstwo Nikomedii oraz że był uczniem Piotra Apostoła i towarzyszem podróży misyjnych Jana Ewangelisty.

## Dzień obchodów
W synaksarionach Prochor wymieniany jest 28 lipca i 30 czerwca w grupie siedemdziesięciu dwóch uczniów Pańskich.
Jego wspomnienie liturgiczne w Kościele katolickim obchodzone jest 28 lipca.
Kościoły wschodnie, z uwagi na liturgię według kalendarza juliańskiego, wspominają Świętego:
- Cerkiew prawosławna:
  - 4/17 stycznia[4], tj. 17 stycznia według kalendarza gregoriańskiego (Sobór siedemdziesięciu apostołów),
  - 28 lipca/10 sierpnia, tj. 10 sierpnia,
- Kościół ormiański – 9 kwietnia (za św. Ado) według liturgii kalendarza juliańskiego, tj. 20 kwietnia według obowiązującego kalendarza gregoriańskiego (9/20 kwietnia),
- Koptyjski Kościół Ortodoksyjny, który posiada własny kalendarz podzielony na 13 miesięcy – 15 stycznia.

## Ikonografia
W ikonografii Wschodu św. Prochor przeważnie przedstawiany jest jako mężczyzna w średnim wieku z kasztanową, niedługą brodą. Ubrany jest w liturgiczne szaty biskupie, w dłoni trzyma Ewangelię. Niekiedy ukazywany jest w stroju typowym dla apostołów.

## Imię
Imię Prochor pochodzi z greki od imienia Próchoros. Łacińskim odpowiednikiem jest Prochorus, a w Polsce imię to nosił jeden z pierwszych biskupów krakowskich.